# Počitelj

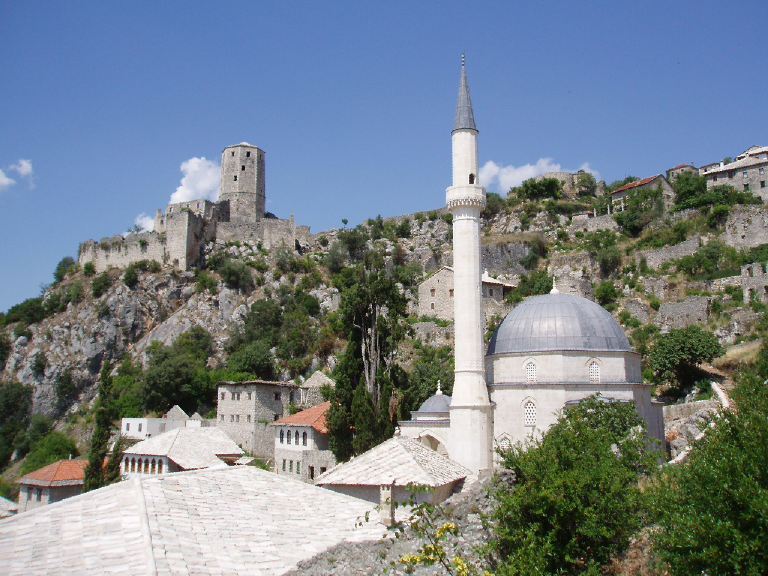
Blick auf Festung und Moschee von Počitelj

Počitelj ist ein Ort im Süden von Bosnien und Herzegowina. Er gehört zur Verbandsgemeinde Čapljina und befindet sich am Unterlauf der Neretva in der Föderation Bosnien und Herzegowina.
Die Herkunft des Ortsnamens ist nicht klar. Der Bestandteil čitelj könnte vom italienischen cittadela („Zitadelle“) stammen. Počitelj würde dann den „Ort an der Zitadelle“ bezeichnen, was zur geographischen Situation passt.

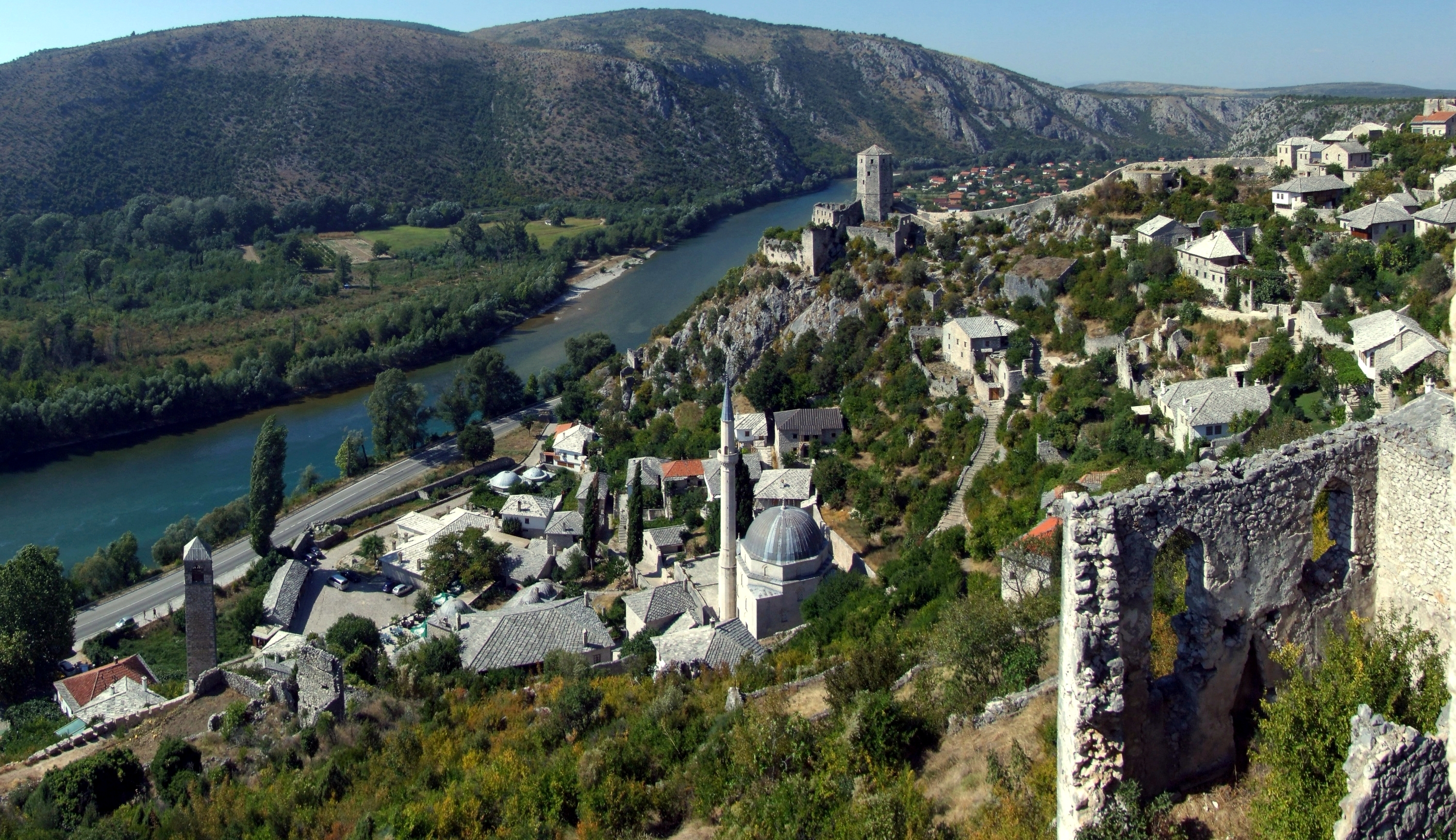

## Geographie

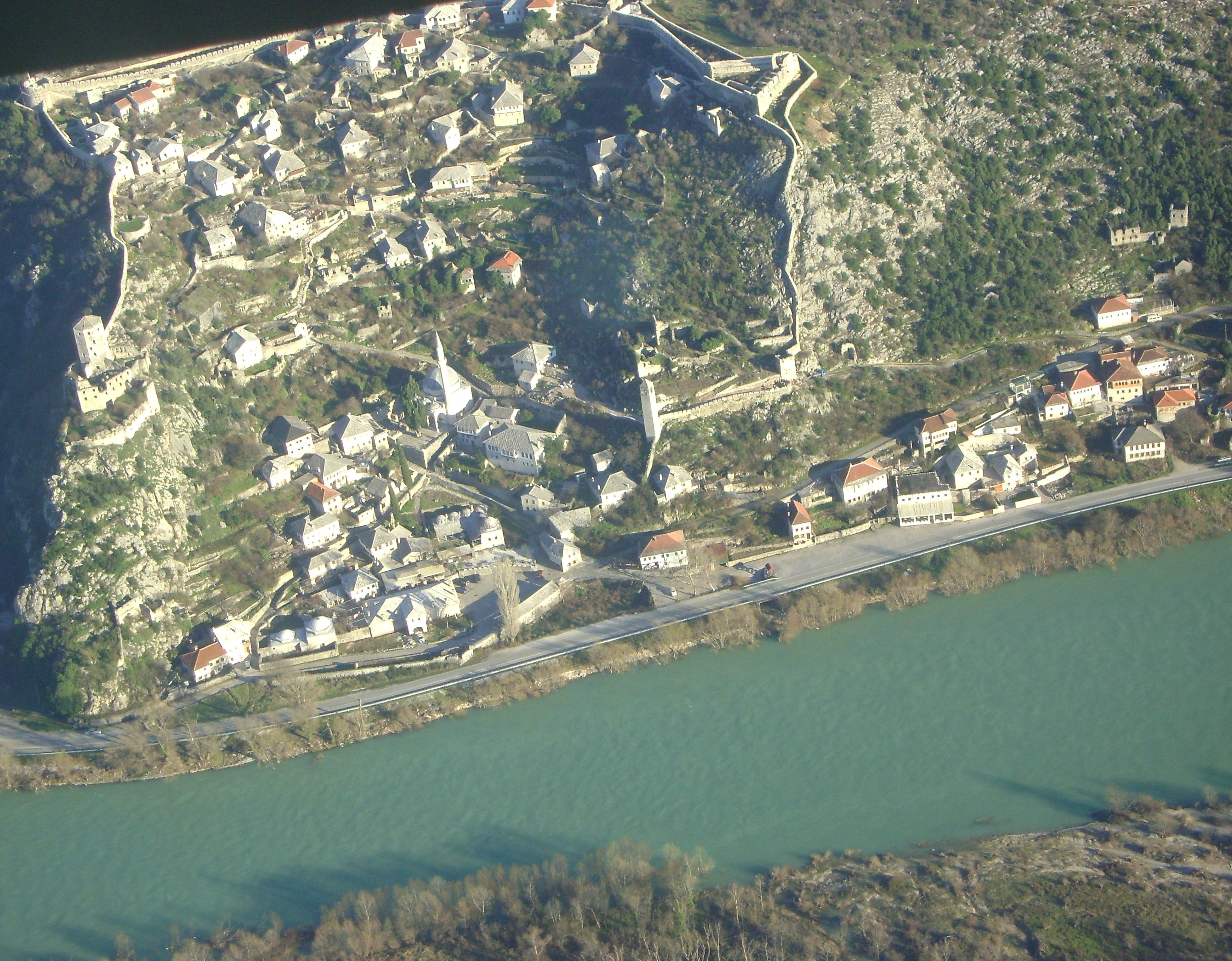
Luftaufnahme des Ortes

Der Ort liegt am linken (östlichen) Ufer der Neretva im historischen Gebiet der Herzegowina, etwa 30 km südlich von Mostar und 3 km nordöstlich vom Gemeindezentrum Čapljina. Südlich von Počitelj erweitert sich das enge Flusstal, bis es schließlich bei Metković ins Neretva-Delta übergeht. Da das Tal der Neretva als einziges den Dinarischen Gebirgszug in Nord-Süd-Richtung durchbricht, galt Počitelj besonders zur Zeit der osmanischen Eroberung Bosniens und der Herzegowina im 15. Jahrhundert als strategischer Schlüsselpunkt.

## Geschichte
Die Burg und Siedlung Počitelj wurde erstmals 1444 als Posichell urkundlich erwähnt. Damals gehörte sie zur Pfarre Dubrava. Vermutlich wurde die befestigte Siedlung aber bereits 1383 im Auftrag des ersten bosnischen Königs Tvrtko I. angelegt. Weitere Erwähnungen finden sich 1448 als Beczitel und 1454 als Pozitell. In der zweiten Hälfte des 15. Jahrhunderts wurde die Festung durch die damals herrschenden Ungarn unter Matthias Corvinus systematisch ausgebaut, um die auf Zentralbosnien und Mitteldalmatien zielenden Feldzüge der Osmanen abwehren zu können. Der Bau wurde finanziell und logistisch von der Republik Ragusa (Dubrovnik) unterstützt. Zeitweiliger Baumeister der Festungsanlage war Paskoje Miličević aus Ragusa.
Nach mehreren erfolglosen Versuchen gelang es den Osmanen am 19. September 1471 doch, die Burg unter ihre Kontrolle zu bringen. Damit war das wichtigste Hindernis für die Eroberung Bosniens und der westlichen Herzegowina beseitigt. Unter osmanischer Herrschaft wurde Počitelj als Bollwerk gegen das noch immer von der Republik Venedig beherrschte Dalmatien ausgebaut. Die Siedlung wurde bereits im 16. Jahrhundert deutlich erweitert; nach 1600 folgten der Bau typisch orientalischer Stadtgebäude. Ein Hamam (Bad), eine Medrese (Koranschule), ein Han (Gasthaus) sowie eine Sahat kula (Uhrturm) wurden errichtet. Das Wasser für den Hamam wurde aus der Neretva in die am Berg gelegene Stadt befördert. Bald schon war Počitelj eine der modernsten Städte der Region.
Ende des 17. Jahrhunderts – in einer Periode relativer Schwäche des Osmanischen Reiches – wurden die Stadtmauern abermals erweitert und verstärkt. Dennoch konnte die Eroberung durch die Venezianer im Jahr 1693 – im Rahmen des Großen Türkenkrieges – nicht verhindert werden. Erst nach 25 Jahren fiel Počitelj 1718 wieder in osmanische Hände. Die Bedeutung des Ortes lässt sich an der Ernennung zum Gemeindesitz im Jahr 1782 ablesen; damals gehörten die beiden heute größeren Orte Blagaj (bei Mostar) und Stolac zur Gemeinde Počitelj. 1878 endete die osmanische Herrschaft in der Herzegowina, als das Land unter das Protektorat Österreich-Ungarns kam. Damit verlor Počitelj auch seine strategische Bedeutung, da die Küstengebiete und das Hinterland nun erstmals seit 400 Jahren einer Herrschaft unterstanden.

### Bosnienkrieg
Im Krieg zwischen 1992 und 1995 wurde Počitelj zunächst von serbischen Truppen, dann von der HVO angegriffen und verwüstet. Die Truppen der selbsternannten Republik Herceg-Bosna nahmen 1993 viele überwiegend muslimische Einwohner gefangen, deportierten sie in Gefangenenlager, deren größtes das Lager Dretelj war, und zerstörten die Moschee, den Hamam sowie den Han und zahlreiche osmanische Häuser aus dem 18. Jahrhundert. Die Rekonstruktion der meisten historischen Gebäude wurde 2002 abgeschlossen.

## Bevölkerung
Bei der Volkszählung 1991 hatte Počitelj 905 Einwohner. Davon bezeichneten sich 660 (72,9 %) als Bosniaken, 172 (19 %) als Kroaten, 36 (4 %) als Jugoslawen und 37 (4 %) als Angehörige anderer Volksgruppen.
Zur Volkszählung 2013 lebten in Počitelj 869 Menschen.

## Kultur und Sehenswürdigkeiten

### Festung

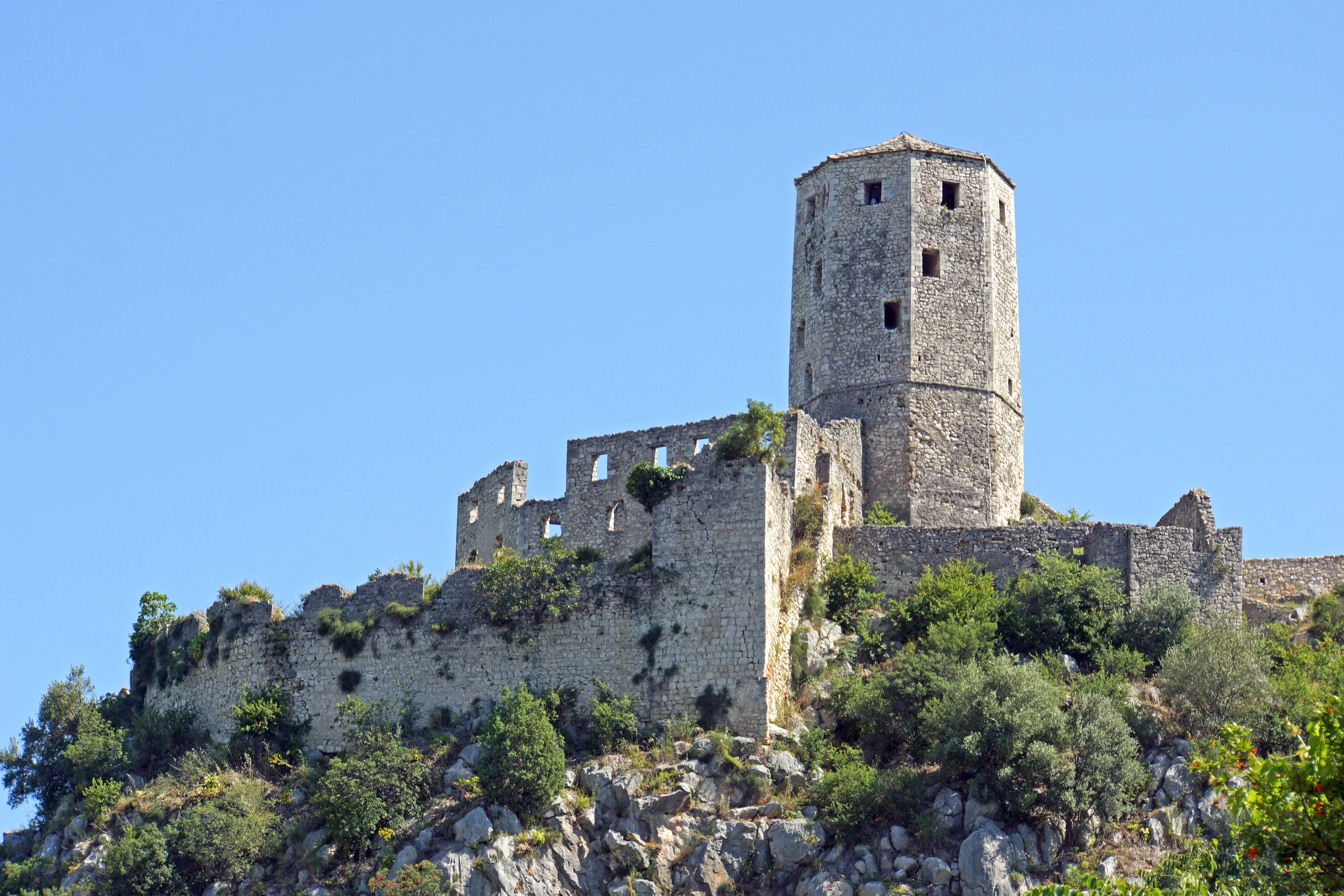
Die Festung von Počitelj

Die 1444 erstmals erwähnte und in den folgenden Jahrhunderten mehrfach ausgebaute Burg von Počitelj ist heute noch gut erhalten und beherrscht diesen Abschnitt des Neretva-Tals zumindest optisch. Ihr höchster Punkt ist der charakteristisch geformte Festungsturm. Im Bosnienkrieg stellten kroatische Truppen auf dessen Spitze ein Kreuz auf.

### Moschee

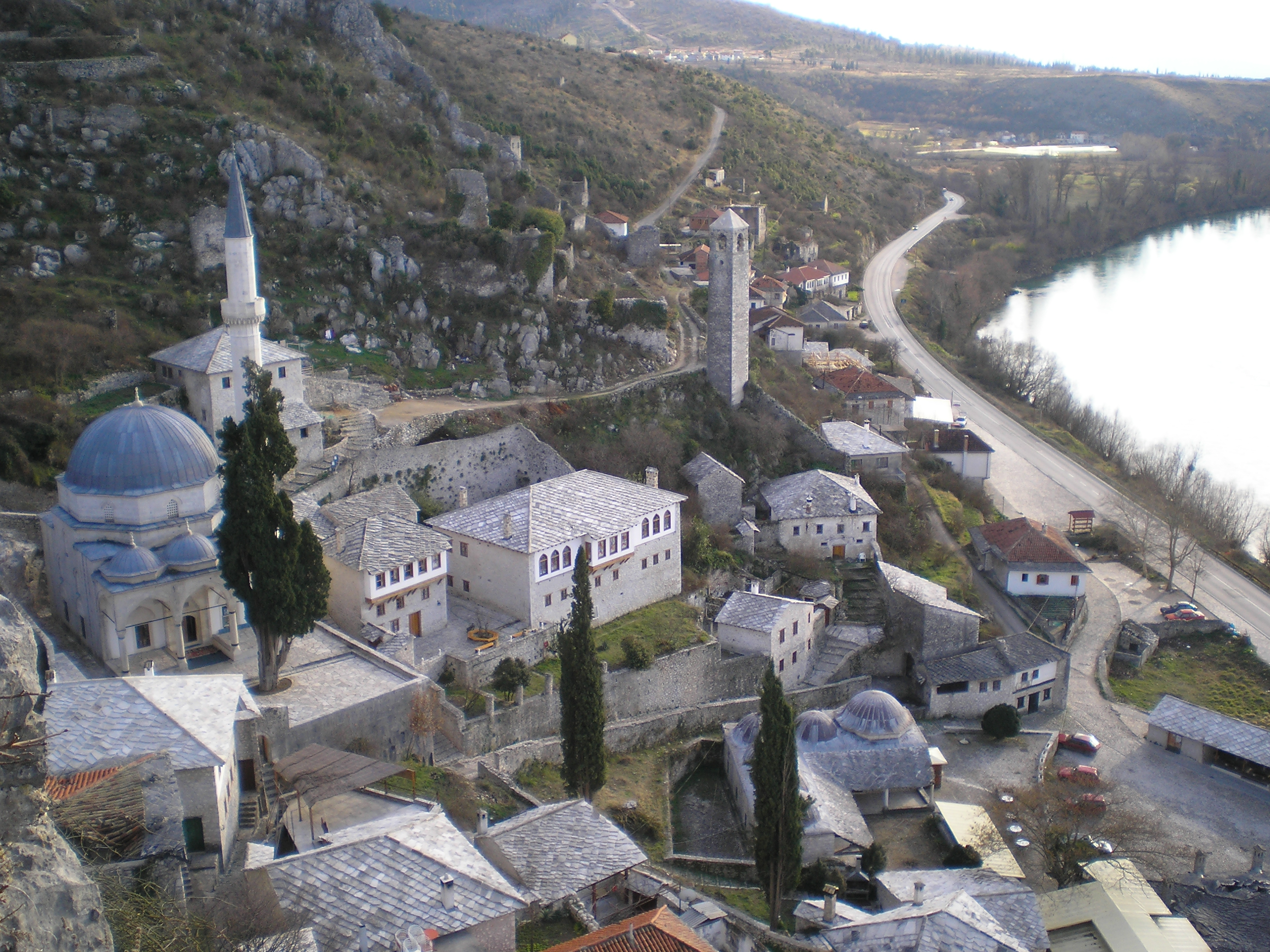
Blick von der Festung auf den Ort, zu erkennen sind die Moschee und der Uhrturm

Die Moschee des Šišman Ibrahim-Paša wurde in den Jahren 1562/63 errichtet und war in mehreren Beziehungen ein besonderes Bauwerk. Zum einen verfügte sie über ein ungewöhnlich hohes und reich verziertes Minarett, welches diesen Abschnitt des Neretva-Tales überblickte. Zum anderen ist die mit drei Kuppeln versehene Vorhalle des Gotteshauses bemerkenswert. Diese Bauweise war in dieser Weltregion eher unüblich und zeugt von der Bedeutung Počiteljs zur Bauzeit. Im Bosnienkrieg wurde die Moschee durch serbische und kroatische Angriffe stark beschädigt und das Minarett zerstört, danach jedoch wiederhergestellt.

### Sahat kula
Der Uhrturm von Počitelj wurde 1664 in Auftrag gegeben. Er hat eine nahezu quadratische Grundfläche von 3,22 mal 3,26 m, eine Höhe von 16 m und somit eine für Uhrtürme eher ungewöhnliche schlanke Gestalt. Die Glocke des Turms erklang bis 1917, als sie von den Österreichern für die Munitionsproduktion eingeschmolzen wurde. 

### Künstlerkolonie
Im sogenannten Gavrenkapetanović-Haus – dem größten Gebäudeensemble im osmanischen Stil im Ort – siedelte sich ab 1961 eine internationale Künstlerkolonie an, die hier sowohl über Unterkünfte als auch über Atelier- und Werkräume verfügte. 1993 wurde der Komplex von den Truppen der HVO verwüstet und nach dem Krieg wieder instand gesetzt.

## Wirtschaft und Infrastruktur
Počitelj befindet sich im wichtigsten Verkehrskorridor des Landes. Die sogenannte Neretva-Bosna-Furche stellte über Jahrhunderte die einzige Nord-Süd-Verbindung der Region dar. Sie wurde auch für den Verlauf der 1885 unter österreichischer Herrschaft errichteten Bahnstrecke von der Adriaküste nach Sarajevo am gegenüberliegenden Neretva-Ufer sowie die in den 60er Jahren erbaute Magistralstraße 17 (heute auch E 73) genutzt. 
Die Autobahn A1 zur kroatischen Grenze umgeht den Ort seit 2024 mithilfe einer hohen Talbrücke; nordöstlich von Počitelj befindet sich die Anschlussstelle Čapljina.